# Hetepheres A
Hetepheres (o Hetepheres A) va ser una princesa egípcia de la IV dinastia. Hetepheres era filla del rei Snefru i va esdevenir l'esposa del visir Ankhaf.

## Biografia
La princesa Hetepheres era filla del faraó Snefru i la reina Hetepheres I. Alguns egiptòlegs, com ara Aidan Mark Dodson, Laurel Flentye i Dyan Hilton, afirmen que es va casar amb el seu mig germà menor Ankhaf, que era un visir. Hetepheres apareix representada a la tomba d'Ankhaf a Guiza (tomba G 7010). Tenia els títols de "Filla del Rei" (s3T-nswt), "Filla Gran del Rei del seu Cos" (sAT-nswt-smswt-n-kht.f), "A la qui estima" i "Sacerdotessa de Snefru". Hauria estat una persona de certa importància com a esposa d'un visir i com a germana del propi faraó Khufu.
Hetepheres i Ankhaf van tenir una filla, que va ser la mare d'Ankhetef. Aquest net surt representat a la tomba d'Ankhaf.

## Tomba
El marit d'Hetepheres, Ankhhaf, va ser enterrat en una gran mastaba (numerada amb les sigles G 7510) a la zona est de la necròpoli de Guiza. La decoració inclou la representació d'un net, la qual cosa fa suposar que la tomba va ser construïda i decorada un cop Ankhaf ja era mort. En aquesta tomba no hi ha cap element que faci suposar que Hetepheres hi va ser enterrada, el que fa possible que hagués mort abans de la finalització de la tomba i l'haguessin enterrada en un altre lloc.